# Юрий Гаврилов
Юрий Гаврилов (на руски: Юрий Гаврилов) е съветски и руски футболист и треньор. Почетен майстор на спорта на Русия (2007).

## Кариера
Гаврилов започва да тренира футбол в школата на Искра в Москва, когато е на 7. Когато е на 19 години, Константин Бесков го взима в Динамо Москва от аматьорския отбор на Искра. Но през 1970-те години, Динамо има голям брой качествени играчи, а Гаврилов не може да намери постоянно място в отбора.
Гаврилов последва Константин Бесков в Спартак Москва през 1977 г. Там играе ролята на ключов играч в новия отбор на Спартак Москва, изграден от Бесков.
На два пъти е голмайстор на съветската Висша лига, отбелязва 140 гола по време на кариерата си.

### Национален отбор
Гаврилов има 46 мача за националния отбор на СССР и вкарва 10 гола. Също така играе на летните олимпийски игри през 1980 г. и на Световното първенство през 1982 г. в Испания.

## Отличия

### Отборни
Динамо Москва
- Съветска Висша лига: 1976 (пролет)

Спартак Москва
- Съветска Висша лига: 1979